# Cristina Niculae
Cristina Niculae este o jucătoare de handbal din România. În prezent evoluează la clubul CS Rapid USL Metrou București.

## Date personale[1]
- Data nașterii: 18.01.1981

- Post: Extremă stânga

- Număr tricou: 7

- Naționalitate: Română

- În echipă din: 28.08.2001